# JWP
JWP (akronim od Jaśnie Wielmożni Panowie) – polska grupa hip-hopowa pochodząca z Warszawy założona w 1996.
5 października 2007 nakładem wytwórni EmbargoNagrania ukazała się pierwsza płyta JWP zatytułowana Numer jeden wróg publiczny.

## Dyskografia
Albumy
| Rok  | Dane dot. albumu                                                                    | Pozycja na liście | Sprzedaż       |
| Rok  | Dane dot. albumu                                                                    | POL               | Sprzedaż       |
| ---- | ----------------------------------------------------------------------------------- | ----------------- | -------------- |
| 2007 | Numer jeden wróg publiczny - Wydany: 5 października 2007 - Wydawca: EmbargoNagrania | 17                |                |
| 2015 | Sequel (oraz Bez Cenzury) - Wydany: 16 października 2015 - Wydawca: RHW Records     | 14                | - POL: 20,000+ |
| 2020 | Koledzy (oraz Bez Cenzury) - Wydany: 19 czerwca 2020 - Wydawca: Of Label            | 2                 |                |

Mixtape’y
| Rok                        | Dane dot. albumu                                                                                  | Pozycja na liście |
| Rok                        | Dane dot. albumu                                                                                  | POL               |
| -------------------------- | ------------------------------------------------------------------------------------------------- | ----------------- |
| 2013                       | No1 w Polsce (oraz Bez Cenzury) - Wydany: 20 grudnia 2013 - Wydawca: RHW Records                  | –                 |
| 2014                       | Jot-Wu-Pe Clan (oraz DJ Tuniziano i Bez Cenzury) - Wydany: 13 grudnia 2014 - Wydawca: RHW Records | –                 |
| 2017                       | 20 (oraz Bez Cenzury) - Wydany: 20 stycznia 2017 - Wydawca: RHW Records                           | 3                 |
| „–” album nie był notowany |                                                                                                   |                   |

Kompilacje różnych wykonawców
| Rok  | Utwór                                              | Album                                | Źródło |
| ---- | -------------------------------------------------- | ------------------------------------ | ------ |
| 2005 | „Żyję... 2” – JWP                                  | EmbargoNagrania: muzyka miejska cz.1 | [ 13 ] |
| 2005 | „Żyję... 2” – JWP „Żyję... 2 (Szczur Remix)” – JWP | U Ciebie w mieście 2                 | [ 14 ] |
| 2012 | „Zanim zaczniesz” – Bez Cenzury, Miki, JWP         | Prosto Mixtape Kebs                  | [ 15 ] |
| 2013 | „Wiedziałem, że tak będzie” – Urb (gościnnie: JWP) | Niewidzialna nerka deluxe            | [ 16 ] |
| 2014 | „Klimat miejski” – Jopel (gościnnie: JWP, Ede)     | Step Records: rap najlepszej marki   | [ 17 ] |

Występy gościnne
| Rok  | Utwór                                                                          | Album                               | Źródło |
| ---- | ------------------------------------------------------------------------------ | ----------------------------------- | ------ |
| 2001 | „Beztrosko?” (gościnnie: JWP)                                                  | Świeży materiał – Waco              | [ 18 ] |
| 2009 | „Bielańska forteca” (gościnnie: JWP, Pro Ebt)                                  | Wkurwiony dzieciak – Bonus RPK      | [ 19 ] |
| 2009 | „List do wroga” (gościnnie: JWP, Dixon37, Bonus RPK, Smolar, Spajder, DJ Olin) | Raprodukcja: Prawdy dotyk – DDK RPK | [ 20 ] |
| 2013 | „Czaszki i piszczele” (gościnnie: JWP)                                         | Dowód rzeczowy nr 3 – Pih           | [ 21 ] |
| 2013 | „Born Sinner” (gościnnie: JWP)                                                 | Nowe światło – Miuosh, Onar         | [ 22 ] |
| 2013 | „Egzekucyjny pluton” (gościnnie: JWP, Bez Cenzury, Bzyker, Meat, Pih)          | Bez ceregieli – Siwers              | [ 23 ] |

## Teledyski
| Rok       | Tytuł                                                                         | Reżyseria                            | Album                              | Źródło |
| --------- | ----------------------------------------------------------------------------- | ------------------------------------ | ---------------------------------- | ------ |
| 2007      | „Bądź mistrzem”                                                               | R5, 79TH, AKA UNIQ                   | Numer jeden wróg publiczny         | [ 24 ] |
| 2008      | „Pogódź się”                                                                  | Odnowa                               | Numer jeden wróg publiczny         | [ 25 ] |
| 2011      | „Tworzymy historię” (oraz Bez Cenzury)                                        | Intelect                             | No1 w Polsce                       | [ 26 ] |
| 2012      | „Panorama” (oraz Bez Cenzury)                                                 | Letemknow Sequence                   | –                                  | [ 27 ] |
| 2013      | „Blam” (oraz Bez Cenzury)                                                     | Kuba Łubniewski, Bartosz Piotrowski  | No1 w Polsce                       | [ 28 ] |
| 2013      | „Szesnastki” (oraz Bez Cenzury)                                               | Intelect                             | No1 w Polsce                       | [ 29 ] |
| 2014      | „Na dnie (Remix)” (oraz Bez Cenzury)                                          | –                                    | No1 w Polsce                       | [ 30 ] |
| 2014      | „Dawaj milion” (oraz DJ Tuniziano, Bez Cenzury; gościnnie: Warszafski Deszcz) | Kuba Bujas                           | Jot-Wu-Pe Clan                     | [ 31 ] |
| 2014      | „Jesteśmy wszędzie” (oraz Bez Cenzury)                                        | Kuba Łubniewski                      | Sequel                             | [ 32 ] |
| 2015      | „Atomy” (oraz Bez Cenzury)                                                    | –                                    | Sequel                             | [ 33 ] |
| 2015      | „Iceman” (oraz Bez Cenzury)                                                   | Jakub Suwiński, Aleksandra Sworowska | Sequel                             | [ 34 ] |
| 2015      | „Szaman” (oraz Bez Cenzury)                                                   | Kuba Łubniewski, Paweł Tarasiewicz   | Sequel                             | [ 35 ] |
| Gościnnie |                                                                               |                                      |                                    |        |
| 2013      | „Nasze 5 minut” – Grand Reserve (gościnnie: Freeway, JWP)                     | Bartek Kalinowski                    | –                                  | [ 36 ] |
| 2013      | „True Love” – Luxon (gościnnie: Reks, JWP)                                    | Oskar Podolski                       | –                                  | [ 37 ] |
| 2013      | „Born Sinner” – Miuosh, Onar (gościnnie: JWP)                                 | Michał Plebaniak                     | Nowe światło                       | [ 38 ] |
| 2014      | „Klimat miejski” – Jopel (gościnnie: JWP, Ede)                                | sensi&.                              | Step Records: rap najlepszej marki | [ 39 ] |
| Inne      |                                                                               |                                      |                                    |        |
| 2012      | „Zanim zaczniesz” – Bez Cenzury, Miki, JWP                                    | R5 Films                             | Prosto Mixtape Kebs                | [ 40 ] |

## Nagrody i wyróżnienia
| Rok  | Kategoria | Tytułem                                                            | Nagroda     | Nota      | Źródło |
| ---- | --------- | ------------------------------------------------------------------ | ----------- | --------- | ------ |
| 2015 | Klip roku | DJ Tuniziano i JWP/BC gościnnie Warszafski Deszcz – „Dawaj milion” | Sztosy 2014 | Nominacja | [ 41 ] |